# Flatoidinus cordiae
Flatoidinus cordiae är en insektsart som beskrevs av Ronald Gordon Fennah 1945. Flatoidinus cordiae ingår i släktet Flatoidinus och familjen Flatidae. Inga underarter finns listade i Catalogue of Life.